# Tetrameranthus
Tetrameranthus là một chi thực vật thuộc họ Annonaceae. Chi này có các loài sau (tuy nhiên danh sách này có thể chưa đủ):
- Tetrameranthus globuliferus, Westra